# Aurach
För andra betydelser, se Aurach (olika betydelser).
Aurach är en kommun och ort i Landkreis Ansbach i Regierungsbezirk Mittelfranken i förbundslandet Bayern i Tyskland.